# Key-Thomas Märkl
Key-Thomas Märkl (* 19. Mai 1963) ist ein deutsch-japanischer Geiger.
Märkl wurde in eine musikalische Familie geboren, die Mutter eine japanische Pianistin, der Vater ein deutscher Geiger (Josef Märkl). Sein Bruder ist der Dirigent Jun Märkl. Im Alter von fünf Jahren begann er sein Geigenstudium, zuerst bei seinem Vater, dann bei Rami Shevelow an der Juilliard School in New York und erhielt seinen Master of Music bei Shmuel Ashkenasi, Primarius des Vermeer Quartetts, an der Northern Illinois University.
Seit 1990 ist Märkl Mitglied des Symphonieorchesters und des Kammerorchesters des Bayerischen Rundfunks. Er ist solistisch und auch als Kammermusiker in Deutschland und Europa tätig. Mehrere Streichquartett Tourneen führten nach Island, in die USA und durch Europa. Zahlreiche Kammermusikwerke spielte er für den Bayerischen Rundfunk und das Col legno label ein. 1980/81 und 1990/91 war er Mitglied (2. Violine) des Märkl-Quartetts seines Vaters.
Märkl ist seit 2010 Assistent von Ingolf Turban an der Hochschule für Musik und Theater München und gibt Meisterkurse in Japan.